# Jacquemart Pilavaine
Jacquemart Pilavaine, afkomstig uit Vermandois, was een 15de-eeuwse kopiist en verluchter met atelier in Bergen in het graafschap Henegouwen. 
Hij was er ook werkzaam in het atelier van Jean Wauquelin. Voor hem kopieerde hij onder andere het handschrift 'Gilles de Rome', bewaard in de Koninklijke Bibliotheek te Brussel, ms. 9043. Van zijn hand is ook het derde deel van 'Chroniques de Hainaut' (Koninklijke Bibliotheek Brussel, ms. 9244).

## Referentie
- De Vlaamse miniatuur Het mecenaat van Filips de Goede 1445 - 1475, (tent. cat.) Paleis voor Schone Kunsten, Brussel, 1959, blz. 49-52.

- Library of Congress Control Number: nr99011400
- Virtual International Authority File: 54068434
- WorldCat: E39PBJy8pPVHTtgt7QhFPh9bh3